# Ударник (Макушинський округ)
Уда́рник (рос. Ударник) — присілок (колишнє село) у складі Макушинського округу Курганської області, Росія.
Населення — 103 особи (2010, 184 у 2002).
Національний склад станом на 2002 рік:
- росіяни — 54 %
- казахи — 45 %